# MG3
MG. 3 (нем. Maschinengewehr 3) — немецкий единый пулемёт. Является усовершенствованным вариантом пулемёта MG. 42.

## История
После окончания Второй Мировой войны и восстановления в ФРГ вооружённых сил (Бундесвер) на его вооружение в 1958 году был принят вариант пулемёта MG. 42 под патрон 7,62×51 мм НАТО, под обозначением MG. 1. Выпуск нового пулемёта был налажен концерном Rheinmetall AG на основании документации, полученной от компании Großfuß. Так как установка производства новых пулемётов потребовала значительного времени, Бундесверу пришлось закупить за границей значительное количество пулемётов MG. 42, захваченных у нацистской Германии, и переделать их под патрон 7,62×51 мм (заменив ствол и детали механизма подачи ленты). Такие переделанные пулемёты получили в Бундесвере индекс MG. 2. После некоторой модернизации пулемётов MG. 1 в производство был запущен окончательный вариант пулемёта, известный как MG. 3. Благодаря его высокой технологичности и боевым качествам этот пулемёт широко поставлялся на экспорт, как под своим «армейским» обозначением, так и под коммерческим индексом компании Рейнметалл — MG. 42/59. Состоит на вооружении Бундесвера и широко экспортируется в различные страны. Производится также по лицензии в Австрии, Греции, Иране, Пакистане, Мексике, Судане, Испании и Турции. Хотя прототип пулемёта был выпущен уже более 50 лет назад, MG. 3 по-прежнему остаётся высокоэффективным и популярным оружием. Но в самой Германии производство MG. 3 прекращено, и в пехоте идёт постепенная его замена на более лёгкий и манёвренный, но и менее мощный пулемёт MG. 4 калибра 5,56 мм и аналогичный по классу пулемёт MG. 5.

## Описание

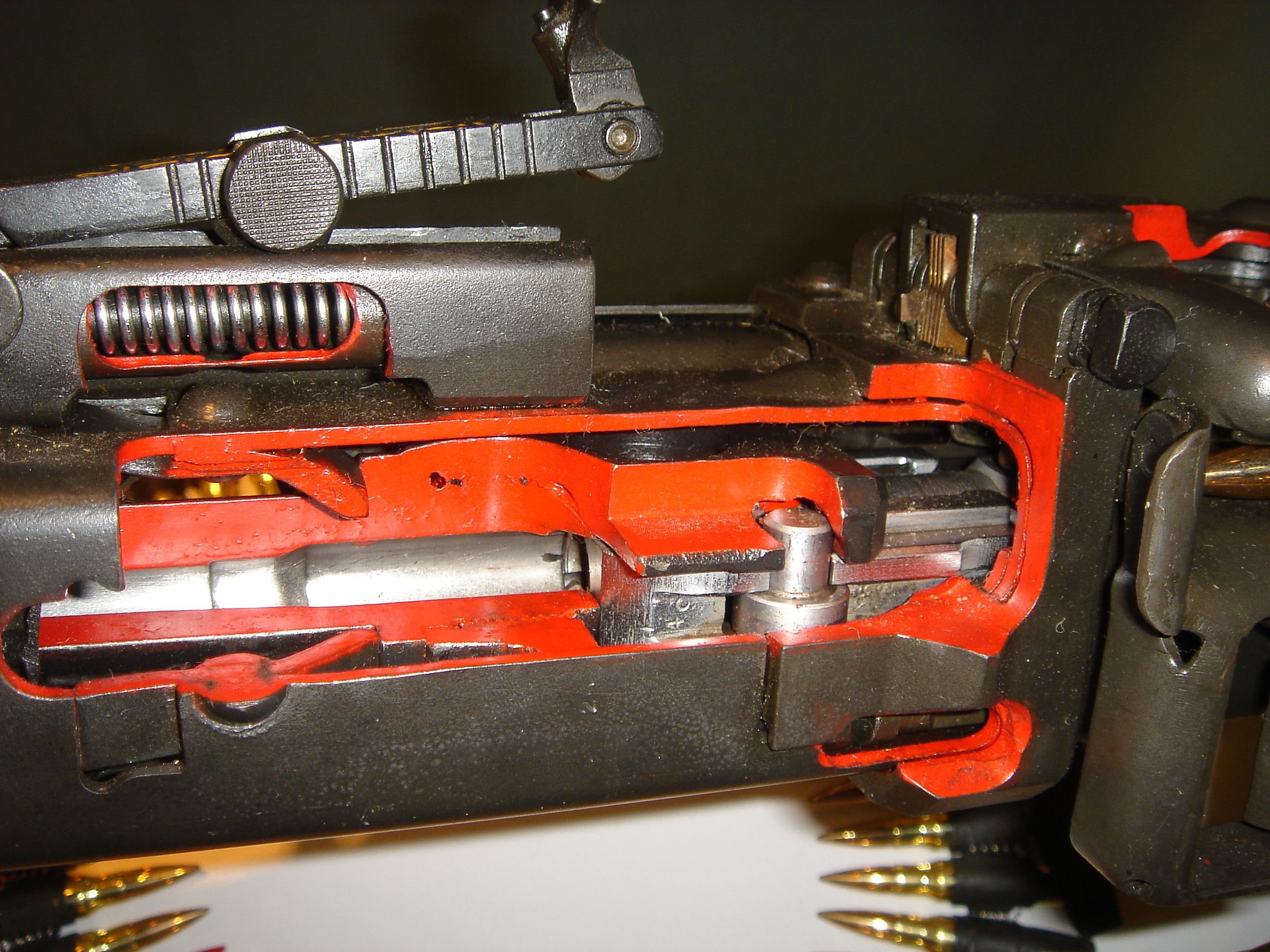

В пулемётах MG. 3 приёмник ленты модифицирован так, что он может использовать как ленты с нерассыпными звеньями, так и с рассыпными. Его отличает такой же высокий темп стрельбы, как и у его предшественника. Темп стрельбы очередями зависит от массы затвора: чем легче затвор, тем выше скорострельность пулемёта. Для MG. 3 выпускаются два варианта комплектов затворов и возвратных пружин — стандартный (затвор массой около 600 граммов), обеспечивающий темп стрельбы порядка 1200 выстрелов в минуту, и тяжёлый (затвор весит около 900 граммов) для темпа стрельбы порядка 800 выстрелов в минуту. Из-за высокой скорострельности при интенсивной стрельбе необходимо менять ствол через каждые 150 выстрелов. Замена ствола занимает 5—8 секунд.
Для уменьшения темпа стрельбы, помимо повышения массы, применены также изменения в самой конструкции затвора. В частности использовался новый подпружиненный плунжер, расположенный в затворе (при этом плунжер оказывает сопротивление смещению запирающих роликов затвора внутрь при отпирании, тем самым снижая темп стрельбы) и буферные пружины различной жёсткости.

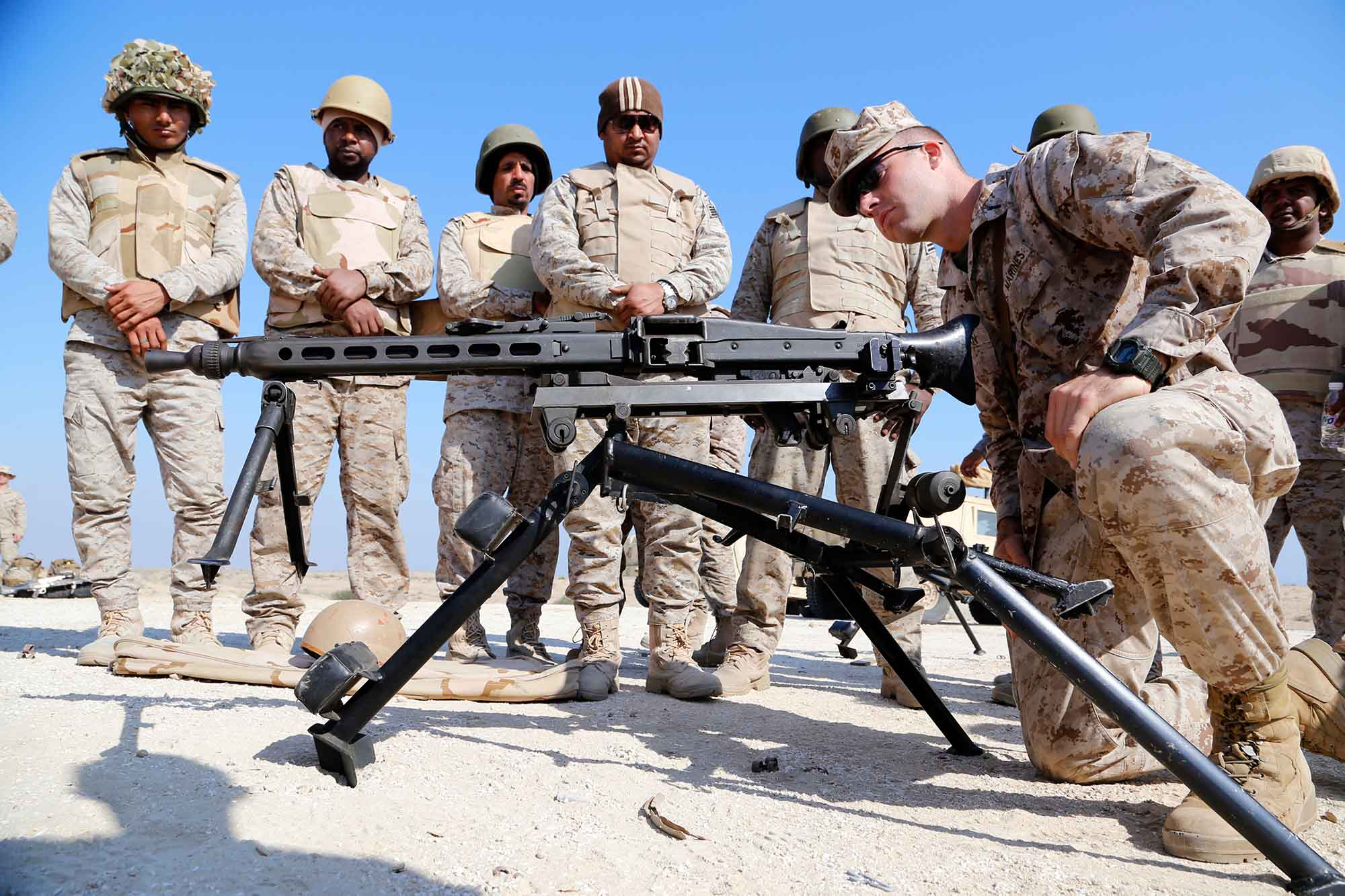
Лейтенант Остин Дж. Хартман, командир взвода роты вооружения, 2-го батальона 1-го полка 11-го экспедиционного отряда морской пехоты США, показывает практику обращения с MG. 3 морякам ВМС Саудовской Аравии в рамках учений Red Reef 15 в зоне ответственности 5-го флота ВМС США, 10 декабря 2014 года.

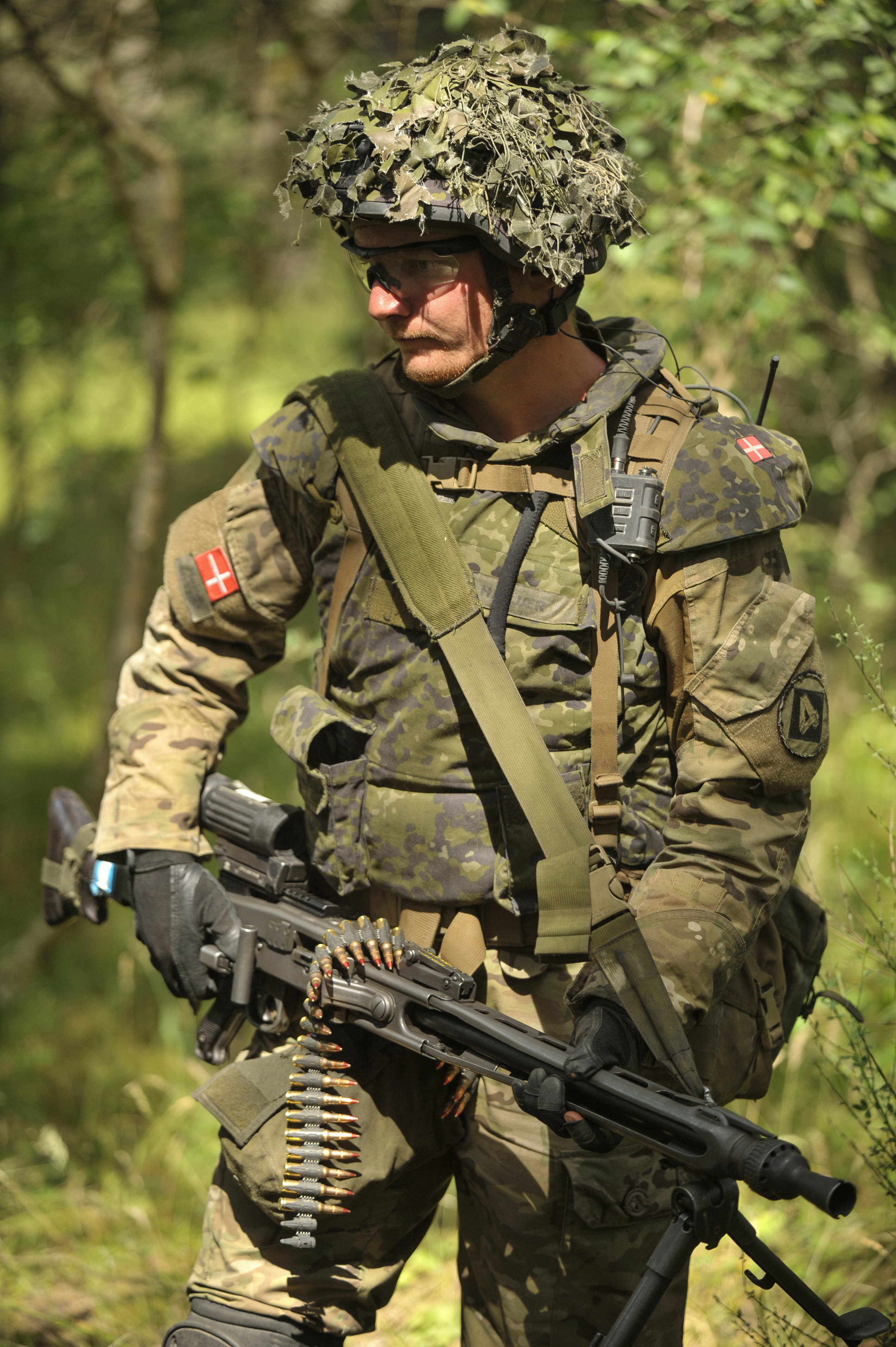
Военнослужащий Королевской датской армии движется к цели во время учебных стрельб на полигоне Графенвёр, 4 июля 2014 года. Полигон обеспечивает динамическое обучение, подготовку сил для выполнения операций НАТО.

Всего в MG. 3 было осуществлено 61 усовершенствование конструкции по сравнению с базовым MG. 42. Некоторые из них:
- введены регулировка целика по горизонтали;
- постоянная по высоте мушка;
- закалка основания прицела;
- каждый пулемёт снабжён откидным зенитным прицелом;
- прицельные приспособления рассчитаны на дальность стрельбы до 1200 м.;
- хромирование направляющей втулки ствола из жаропрочного материала;
- более тонкая регулировка силы отдачи ствола (на надульнике вместо 8 фиксирующих канавок изготовлено 36);
- упрощена конструкция самого надульника (состоит теперь из 2 деталей);
- уменьшено усилие спуска (7—8 кг вместо 11—13 кг);
- повышена в три раза живучесть ствола в результате использования улучшенных жаропрочных марок сталей;
- твердого хромирования и равномерного (конического) сужения канала ствола к дульной части;
- увеличилась живучесть подвижных деталей автоматики за счёт применения высококачественных материалов;
- подпружинен ролик подачи на затворе, что позволило закрывать крышку короба при любом положении затвора;
- упрочнена шарнирная головка сошки;
- направляющая втулка приварена встык к ствольной коробке;
- расширены допуски на размеры деталей в большинстве случаев;
- возможность использования всех трёх патронных лент, применяемых в армиях стран НАТО: DM 1, а также рассыпных звеньевых: германской DM 13 и американской M13;
- введён дисковый тормоз крышки короба, удерживающий её в открытом положении в пределах от 0 до 95 градусов;
- для более полного удаления порохового нагара, полости напора в надульнике придана коническая форма;
- увеличено на 30 % усилие возвратной пружины;
- использование ствола с полигональным (многодуговым) профилем канала. Он не имел обычных нарезов и полей с острыми гранями. Его профиль образован 8 дугами касающихся радиусов, четыре из которых являются полями и четыре составляют нарезы. Полигональный (многодуговый) профиль канала ствола в сочетании с уменьшенным его поперечным сечением гарантирует отсутствие прорыва пороховых газов между пулей и внутренней поверхностью канала ствола при стрельбе, что обеспечивает почти такую же живучесть ствола, как у дорогостоящих стволов пулемёта MG. 1A3 (промежуточного между MG. 42 и MG. 3) с коническим каналом и твёрдым хромированием.[4]

## Варианты

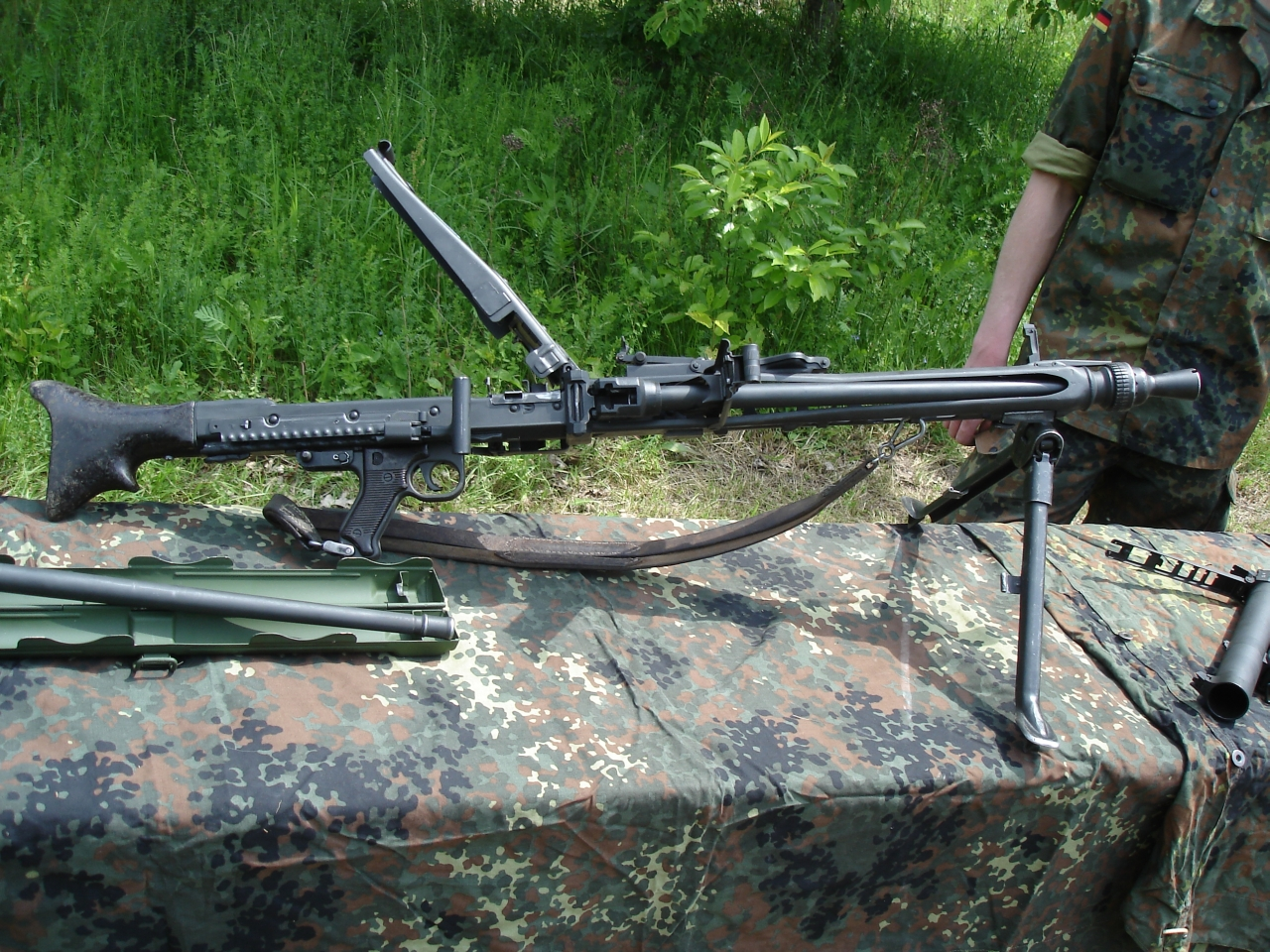

- MG. 1: Вариант MG. 42 от Rheinmetall с заменой патронника под патрон 7,62 НАТО.
- MG. 1A1 (MG. 42/58): дальнейшее развитие MG. 1 под нерассыпную ленту DM1 на 50 патронов.
- MG. 1A2 (MG. 42/59): вариант MG. 1A1; удлиненно отверстие для экстракции гильз, улучшен затвор и кольцевой буфер. Кроме DM1, может использоваться рассыпная лента M13.
- MG. 1A3: вариант MG. 1A2; дальнейшее улучшение качества выпуска основных компонентов.
- MG. 1A4: вариант MG. 1 для установки на бронетехнику.
- MG. 1A5: вариант MG. 1A3; MG. 1A3 конвертировались в MG. 1A4.
- MG. 2: обозначение всех военных MG. 42 преобразованных под патрон 7,62×51 мм НАТО.
- MG. 3: вариант MG. 1A3; улучшения коснулись прицельных приспособлений.
- MG. 3E: вариант MG. 3; снизилась масса (примерно на 1,3 кг легче), поступил в производство в конце 1970-х;
- MG. 3A1: вариант MG. 3; для установки на бронетехнику
- MG. 3 KWS (нем. Kampfwertsteigerung — увеличение боевой эффективности): вариант MG. 3; разработка Rheinmetall и Tactics Group в качестве временного, пока MG. 5 не заменят его[5]. Модернизация пулемёта направлена на улучшение эргономических свойств. Добавлена складная рукоятка переноски, дополнительные крепления для ремня, планки Пикатинни для крепления фонарей и лазерных/оптических прицелов. Сошки регулируются по длине. На пулемёт ставится электронный измеритель износа оружия. Амортизирующий приклад с плечевым ограничителем. Установлен переключатель с функцией одиночного огня. Патронная лента может подаваться с обеих сторон.[6]

## Производство
- Австрия: изготавливается компанией Steyr Mannlicher под индексом MG. 74.[7];
- Германия: бывший производитель[8];
- Греция: лицензионное производство компанией EAS;
- Иран: лицензионное производство на Defense Industries Organization под индексом MG. 3-A3[9][10]
- Италия: лицензионное производство под индексом MG. 42/59 компанией Beretta с участием Whitehead Motofides и Franchi[9];
- Пакистан: лицензионное производство государственной корпорацией Pakistan Ordnance Factories под индексом MG. 1A3 в Вах-Кантонменте, провинция Пенджаб[11];
- Мексика: лицензионное производство[12];
- Судан: производился компанией Military Industry Corporation под названием Karar[13];
- Турция: лицензионное производство компанией MKEK с Кырыккале[14];

## Использование

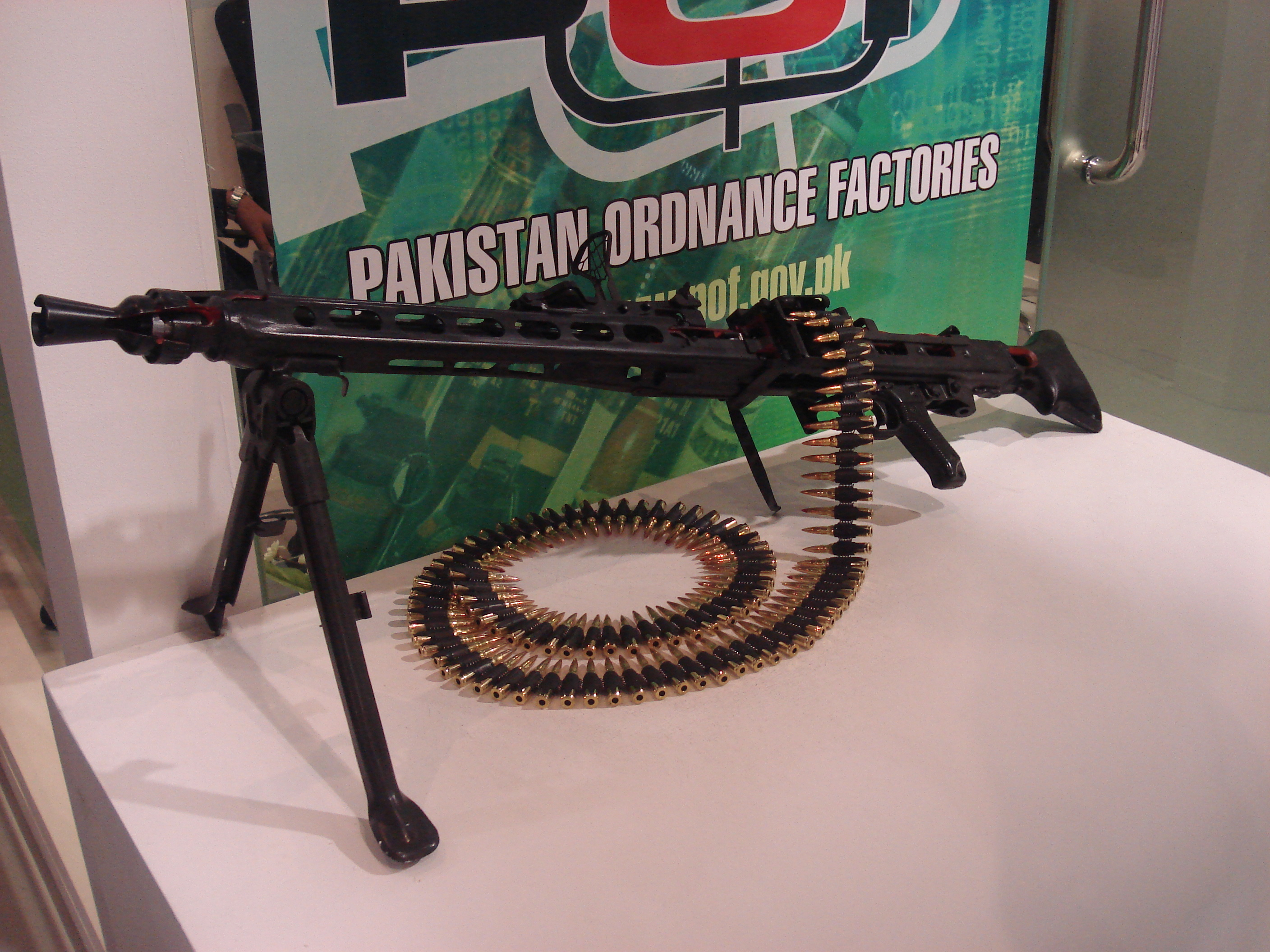
MG. 3 производства Пакистана.

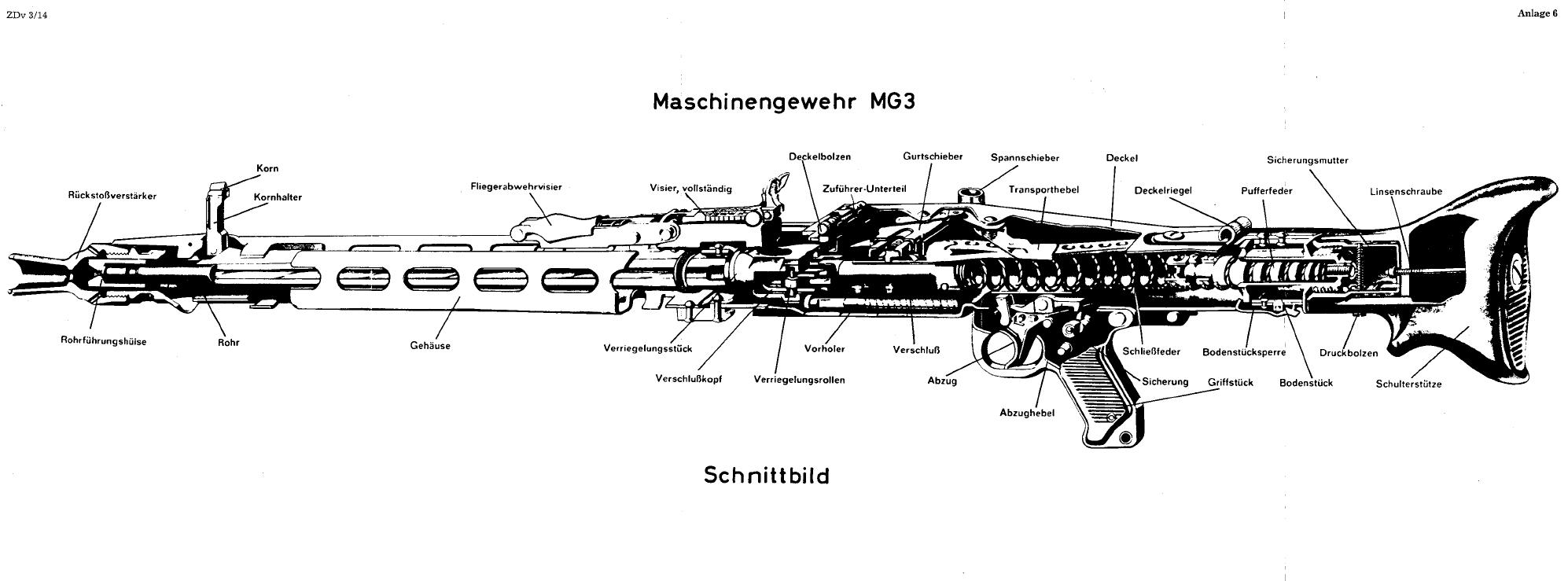

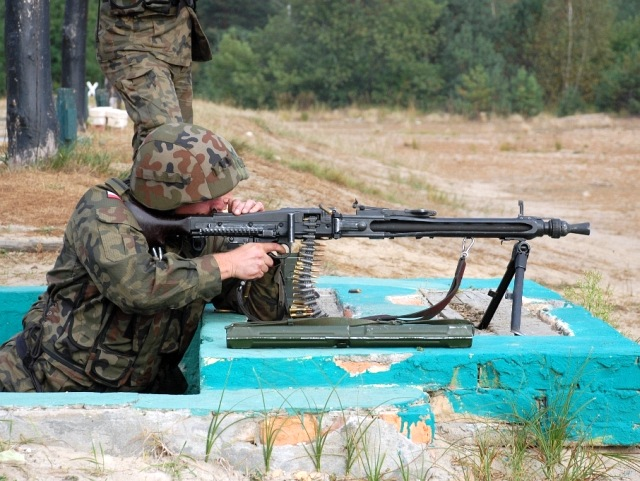
MG. 3 в руках солдата из польской 10-й бронекавалерийской бригады.

- Австралия: использовался в 1976—2007 гг. в качестве зенитного на бронетехнике[15].
- Австрия: использует MG. 74, который был создан на основе немецкого MG. 42/59 (как и MG. 3), и изготавливается компанией Steyr Mannlicher. MG. 74 имеет темп стрельбы 850 выстрелов в минуту[7].
- Бангладеш: на вооружении пограничных войск[16].
- Бразилия: использует MG. 3 параллельно с FN MAG[17].
- Гана[18]
- Германия: состоял на вооружении Бундесвера. Заменяется c 2011 года на MG. 5[8].
- Греция: MG. 3 принят на вооружение, производится по лицензии "Ellinika Amyntika Systimata"[19];
- Дания: MG. 42/59 под индексом M/62 на вооружении[20].
- Испания: устанавливается на бронетехнику и вертолёты[21];
- Италия: под индексом MG. 42/59 используется на наземной технике и вертолётах[9][22]. До закупок FN Minimi, компания Stabilimento Militare Armi Leggere (SMAL) из Терни производила части пулемёта для переделки под патрон 5,56×45 мм НАТО. Набор включал новый ствол, головку затвора, загрузочное отверстие и крышку. Вес модифицированной версии оставался без изменений.
- Кабо-Верде[8]
- Канада: используется только на 20 танках Leopard 2A6M CAN полученных из Германии[23]. Leopard 2, приобретённые из других источников, по прежнему вооружены FN MAG;
- Литва: используется вооружёнными силами Литвы[24]
- Люксембург: 10 MG. 3 в арсенале Вооружённых сил Люксембурга[25]
- Мьянма[8]
- Норвегия[8]
- Пакистан: используется Вооружёнными силами Пакистана[26].
- Польша: используется на танках Leopard 2A4 и вспомогательных машинах 10-й бронекавалерийской бригады имени генерала Станислава Мачка (10. Brygady Kawalerii Pancernej im. gen. broni Stanisława Maczka). Могут в будущем быть заменены на WKM-B (зенитный)/UKM-2000C/CL (спаренный), если модернизация польских леопардов по стандарту 2PL окажется успешной[27].
- Португалия[9]
- Сан-Томе и Принсипи[8]
- Саудовская Аравия[8]
- Того[8]
- Финляндия: под индексом 7.62 KK MG. 3. Используется на танках Leopard 2 и вертолётах NH90[28]
- Чили[9]
- Швеция: используется под индексом KSP m/94 на танках Leopard 2[29]
- Украина: в марте 2022 года по программе военной помощи из Италии отправили партию пулемётов MG. 42/59[30], ещё 268 шт. MG. 3 отправили из ФРГ[31]
- Эстония[32]